# Aida Tumutowa
Aida Tumutowa (ros. Аида Тумутова), ur. 1 grudnia 1990 – rosyjska modelka i aktorka pochodzenia buriackiego.
Studiowała na Państwowym St.Petersburskim Uniwersytecie Kultury i Sztuki na wydziale społeczno-kulturowym. W 2010, jedną z głównych ról, zadebiutowała w filmie (Palacz w reż. Aleksieja Bałabanowa).

## Role filmowe
- 2010: Palacz jako Sasza, córka majora